# Línea 1A Las Palmas (Salta)
La Línea 1A Las Palmas es una línea de transporte urbano e interurbano de pasajeros de la ciudad de Salta, Argentina. La línea está actualmente operada por la empresa TADELVA S.R.L., bajo la administración de SAETA.
Esta línea se creó con el fin de garantizar un mejor servicio a los estudiantes y docentes de los establecimientos educativos Colegio Secundario N°5150 Las Palmas, Escuela Rural N°4547 "Emilio Espelta" del paraje Las Palmas en la localidad cerrillana y la Escuela Primaria N°4442 en el paraje El Huaico de la localidad mercedeña; así mismo uniéndolos con los barrios de Limache, Ciudad Valdivia y el centro salteño como una extensión de la línea 1A Valdivia.

## Recorrido

### Recorrido literal[3]
Sale Control - Isla Pan de Azúcar - Puerto Argentino - Ruta Provincial N°21 hasta Escuela Julio Sarmiento - Retorna por Ruta Provincial N°21 - Av. Mera Figueroa - Isla Norte - Isla Cisne - Bahía San Juan - Av. Mera Figueroa - Cabo Cisterna - Av. Abraham Ralle - Cabo Flores - San Andrés - San Benito - Av. Excombatientes de Malvinas -  Av. Paraguay - Av. Chile - Pellegrini - 25 de Mayo - Av. Entre Ríos - A. Güemes - Aniceto Latorre (Nuevo Hospital del Milagro - Av. Sarmiento - Rivadavia - Dean Funes - Av. Belgrano - Paseo Güemes - Av. Bicentenario - Av. Hipólito Yrigoyen - Chiclana - Av. Hipólito Yrigoyen - Abraham Cornejo - San Juan - Santa Fe - Av. San Martín - Av. Jujuy - Av. Paraguay - Av. Excombatientes de Malvinas - San Benito - San Andrés - Cabo Flores - Abraham Ralle - Cabo Cisterna - Av. Mera Figueroa - Isla Norte - Isla Pan de Azúcar - Llega Control

### Cobertura de barrios
Valdivia - Cielos del Sur - Las Palmas - Limache - San Francisco - Aerolíneas - Villa Cristina

## Puntos de interés
- Imprenta El Tribuno
- Libertad - Paseo Salta
- Centro de Convenciones
- Estadio Martearena
- COFRUTHOS
- Central de Policía
- Hospital Materno Infantil
- Parque 20 de Febrero
- Legislatura
- Parque San Martín
- Terminal
- Mercado San Miguel
- Centro Cívico Municipal